# Homalium acuminatum
Homalium acuminatum är en videväxtart som beskrevs av Thomas Frederic Cheeseman.
Homalium acuminatum ingår i släktet Homalium och familjen videväxter. Inga underarter finns listade i Catalogue of Life.